# Wenedyk
O Wenedyk (em Português: Venédico) é uma língua construída do tipo naturalístico, criada pelo tradutor holandês Jan van Steenbergen. Oficialmente, o Venédico descende do Latim Vulgar, com uma forte mistura eslava, e baseia-se na premissa de que o Império Romano incorporou os ancestrais dos poloneses em seu território. Extra-oficialmente, tentaria mostrar como o Polonês ficaria se tivesse se tornado uma língua românica, em vez de eslava. 
A ideia do idioma foi influenciada por línguas como o Brithenig, o Breathanach e o Kerno. A língua propriamente dita baseia-se inteiramente no Latim Vulgar e no Polonês: todas as mudanças fonológicas, morfológicas e sintáticas que o Polonês sofreu ao se desenvolver do Eslavo Comum são aplicadas ao Latim Vulgar. Na Internet, é um exemplo reconhecido do gênero das línguas alternativas, a exemplo do Brithenig e do Breathanach.
O Venédico desempenha um papel na história alternativa de Ill Bethisad, onde é uma das línguas oficiais da República das Duas Coroas. 
O dicionário referenciado na página abaixo contém cerca de 3.000 verbetes.